# Super mâles
Super mâles è una serie televisiva comica francese prodotta per Netflix. La serie è il remake della serie spagnola Machos alfa.
La prima e unica stagione è stata distribuita su Netflix il 24 gennaio 2025. La serie è stata cancellata dopo una stagione.

## Trama
La serie si concentra su quattro uomini sulla quarantina. La fine del patriarcato si avvicina e, nel mezzo di una crisi di mascolinità, questi amici devono abituarsi alla loro nuova realtà. Una società più egualitaria con nuove regole che li faranno cadere nel pathos. 

## Episodi
| nº | Titolo originale   | Titolo italiano | Pubblicazione   |
| -- | ------------------ | --------------- | --------------- |
| 1  | On est mâles       | Messi male      | 24 gennaio 2025 |
| 2  | Mâles entendus     | L'incompreso    | 24 gennaio 2025 |
| 3  | Mâles en pis       | Sempre peggio   | 24 gennaio 2025 |
| 4  | Mâles des cavernes | Cavernicoli     | 24 gennaio 2025 |
| 5  | Mâles barrés       | Crisi profonda  | 24 gennaio 2025 |
| 6  | Mâles au cœur      | Cuori infranti  | 24 gennaio 2025 |

## Personaggi

### Personaggi principali
- Tom, (stagione 1) interpretato da Manu Payet
- Tonio, (stagione 1) interpretato da Vincent Heneine
- Jérémie, (stagione 1) interpretato da Antoine Gouy
- Cèdric, (stagione 1) interpretato da Guillaume Labbè

### Personaggi secondari
- Delphine (stagione 1) interpretata da Mélanie Bernier. É la compagna di Tonio.
- Cécile (stagione 1), la compagna di Jérémie, interpretata da Ariane Mourier
- Léna (stagione 1), la compagna di Cédric, interpretata da Olga Kurylenko
- Janetta (stagione 1), la domestica di Cédric e Léna, interpretata da Pilar Morados
- Magda (stagione 1), la figlia di Cédric, interpretata da Eve Saglio-Dru-Taylor
- Camille (stagione 1), la portinaia, interpretata da Frankie Wallach
- Andréa (stagione 1) , l'ex compagna di Tom, interpretata da Alysson Paradis
- Milo (stagione 1), il figlio di Tom e Andréa, interpretato da Rafael Trovato
- Jordan (stagione 1), il personal trainer di Cécile, interpretato da Alexandre Auvergne
- Carine (stagione 1), la principale di Tonio, interpretata da Justine Le Pottier
- Il coach di decostruzione della mascolinità, interpretato da Franck Gastambide